# Lijst van burgemeesters van Wemeldinge
Dit is een lijst van burgemeesters van de voormalige Nederlandse gemeente Wemeldinge tot die gemeente in 1970 opging in de gemeente Kapelle.
| Ambtsperiode | Naam burgemeester                   | Partij of stroming | Bijzonderheden                                  |
| ------------ | ----------------------------------- | ------------------ | ----------------------------------------------- |
| -1811        | Dirk Jacobsz. de Schipper           | geen               | Patriot, verving schout Gillis Houtekamer       |
| 1832 - 1850  | Pieter Verlare                      |                    |                                                 |
| 1850 - 1878  | Jan (J.) de Klerk Az.               |                    |                                                 |
| 1878 - 1902  | P. Dekker Jz.                       |                    |                                                 |
| 1902 - 1932  | F. Wabeke Az.                       |                    |                                                 |
| 1933 - 1937  | P.J. Keijzer                        | ARP                | later burgemeester van Goedereede en Stellendam |
| 1938 - 1944  | A.C. Willemsen                      | ARP                |                                                 |
| 1944         | A.C. van Driel                      | NSB                |                                                 |
| 1944? - 1946 | A.C. Willemsen                      | ARP                | later burgemeester van Yerseke                  |
| 1947 - 1970  | Cornelis Nicolaas Ferdinand van Sas |                    |                                                 |